# Rüdesheimer Berg

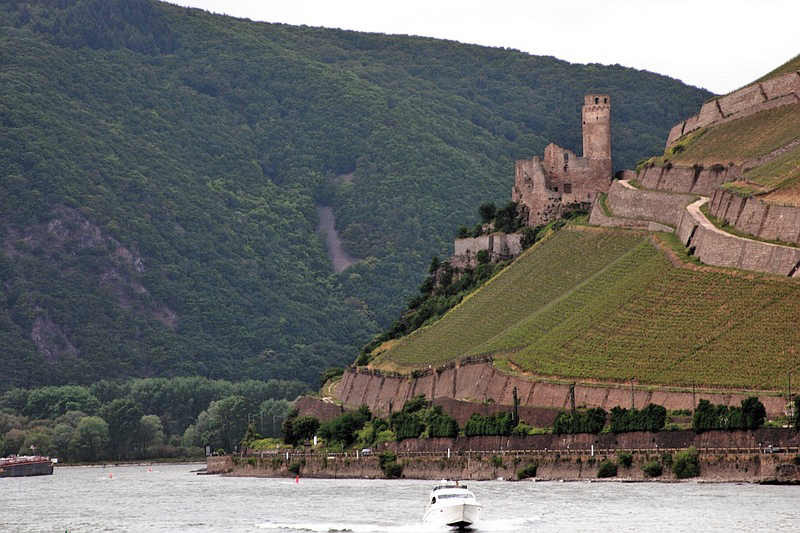
Rüdesheimer Berg mit der Burg Ehrenfels vom Rhein aus gesehen

Der Rüdesheimer Berg umfasst mehrere der besten Weinlagen im Rheingau. Er beginnt westlich der Ortslage von Rüdesheim am Rhein und reicht bis jenseits der Burg Ehrenfels, wo der Rhein seine Fließrichtung von Westen nach Nordwesten wendet. Im Jahr 2005 waren von den 94,9 Hektar Gesamtfläche 83 Hektar bestockt. Davon entfielen weit über 90 % auf Riesling.

## Boden und Klima
Der Rüdesheimer Berg ist im Wesentlichen nach Süden ausgerichtet, nur im westlichsten Teil nach Südwesten. Die Hangneigung beträgt bis zu 60 Grad. Bis in die 1970er Jahre bestanden die Weinberge aus zahllosen kleinen, durch Trockenmauern getrennten Parzellen. Eine Flurbereinigung bildete aus ihnen größere Einheiten. Die nicht flurbereinigten Flächen ab der Ruine Ehrenfels in Richtung Assmannshausen sind mittlerweile fast völlig brach gefallen, ein Wirtschafts- und Wanderweg nach Assmannshausen lässt die eindrucksvollen Weinbergsmauern auf den teils verbuschten Parzellen noch gut erkennen. Der Boden des Rüdesheimer Berges besteht aus Taunus-Quarzit und Schiefer in wechselnden Anteilen. In flacheren Bereichen sind diese mit Löß und Lehm vermischt.
Das Klima des Rüdesheimer Berges ist außerordentlich mild. Die Nähe des breiten Rheinstromes verhindert Spätfröste. Sonneneinstrahlung und Wärmemenge sind die höchsten im gesamten Weinbaugebiet Rheingau. Die optimale Bewindung sorgt für ein gesundes, trockenes Mikroklima.

## Einzellagen

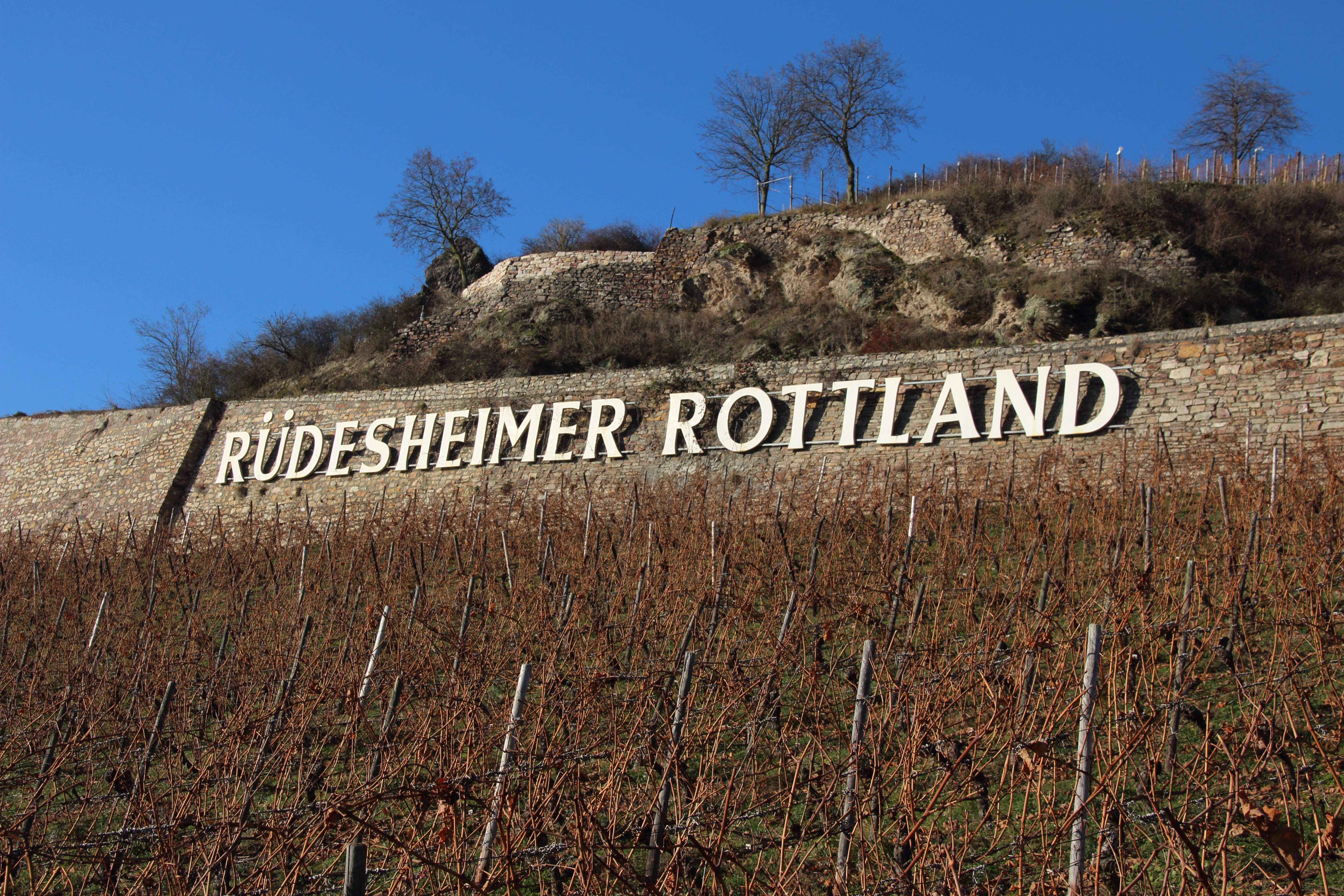
Rüdesheimer Berg Rottland

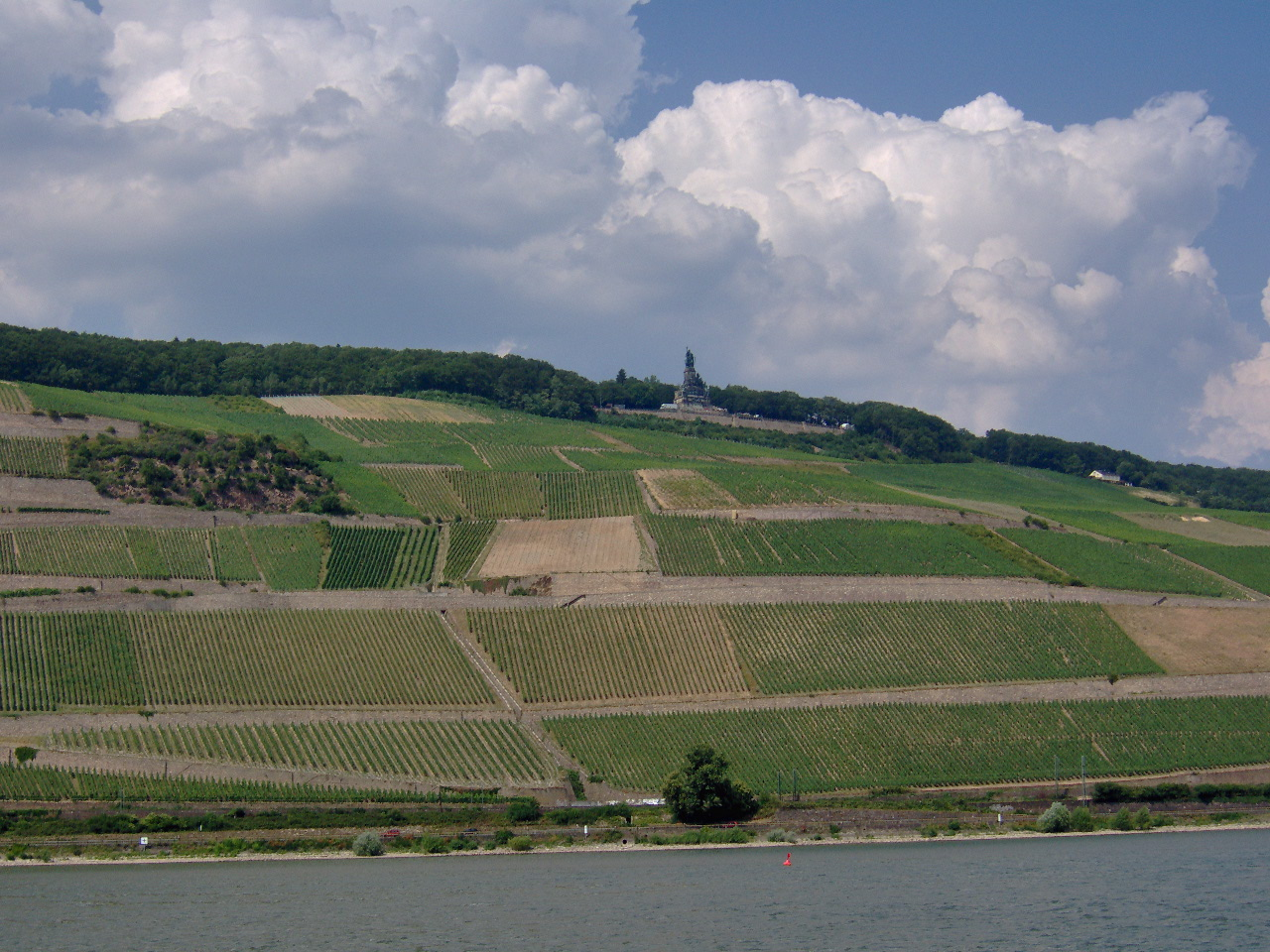
Rüdesheimer Berg Roseneck; oberhalb das Niederwalddenkmal

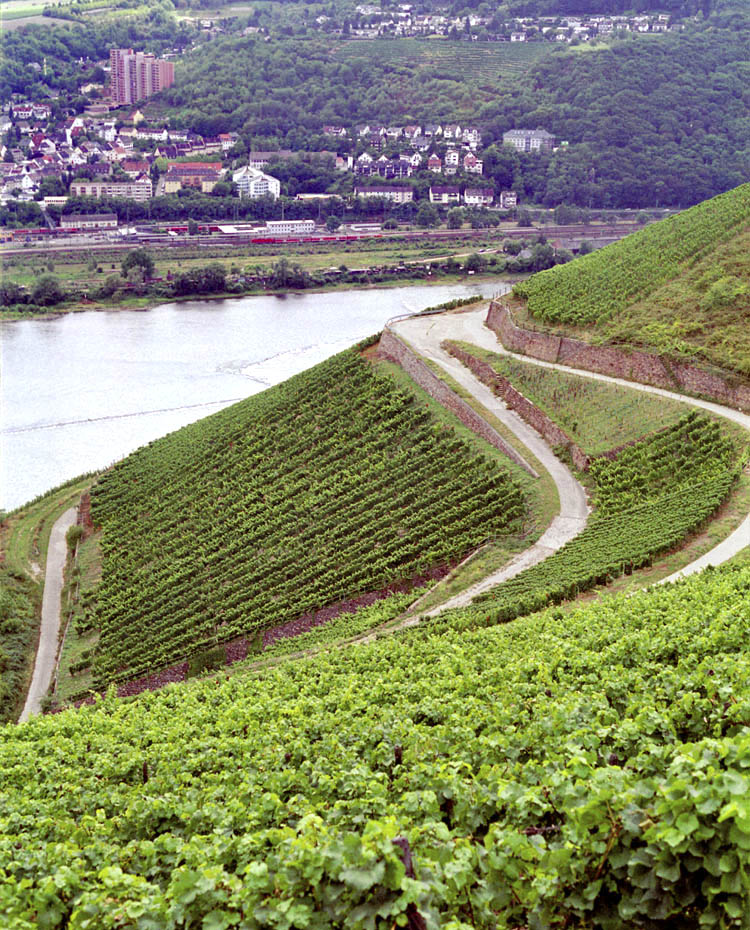
Rüdesheimer Berg Schlossberg; auf dem gegenüberliegenden Rheinufer die Stadt Bingen

Der Rüdesheimer Berg besteht seit der Lagenneuordnung 1970 weinbaurechtlich aus vier Einzellagen. Von Ost nach West sind dies:
- Berg Rottland (34,7 ha): Der Name bedeutet „gerodetes Land“ und geht auf eine mittelalterliche Schenkung des Mainzer Bischofs Bardo an die Rüdesheimer Winzer zurück. Der am westlichen Ortsrand von Rüdesheim beginnende Weinberg ist ideal nach Süden ausgerichtet und besitzt ein Gefälle von 33 %. Seinen Kern bildet die ehemalige Spitzenlage Rüdesheimer Bronnen. Zugeschlagen wurden ihr die Lagen  Steinkaut, Hinterhaus, Wilgert, Linngrub und Kronnest. Der Boden besteht aus grauem Schiefer, Quarzit und Kies mit leichter Lößabdeckung. Hier reifen die Trauben am frühesten. Das Mikroklima ermöglicht regelmäßig die Erzeugung hoher Prädikate wie Auslesen und Beerenauslesen. Die Weine des Rottland zeichnen sich durch eine hohe Reife, ein nuanciertes Säurespiel und große Harmonie aus. Sie bauen im Keller zehn Jahre und länger aus.
- Berg Roseneck (26,7 ha): Der Name ist von „Rosenhecke“ abgeleitet und spielt auf die Wildrosen und Schlehen an, die auf den zutage tretenden Felsen wachsen. Der Weinberg schließt westlich und oberhalb an den Berg Rottland an. Er ist nicht homogen, sondern besteht aus zwei Teilen: Der östliche, oberhalb des Rottland gelegene Hang ist flacher mit mittel- bis tiefgründigem Löß und Lehm. Die Weine fallen hier säurereicher aus. Der Boden des westlichen, tiefer gelegenen und steileren Teiles ist aus Taunus-Quarzit. Er speichert die Sonnenwärme besonders gut, ist aber auch trockener. Die Weine sind feingliedrig und sehr extraktreich.
- Berg Schlossberg (25,3 ha): Der Berg Schlossberg umfasste ursprünglich nur die um die Zollburg Ehrenfels gelegenen Weinberge. Der Weinberg ist exakt nach Süden ausgerichtet und mit bis zu 60 Grad Hangneigung besonders steil. Der mitteltiefe Boden aus Quarzit und rotem Schiefer speichert die Sonnenenergie ebenfalls besonders gut. Die Strahlungs- und Lichtmenge ist die höchste des gesamten Rheingaus. In sehr trockenen Jahren kann Wassermangel die Bildung hoher Reifegrade behindern. Der Berg Schlossberg bringt würzige, rassige und sehr nachhaltige Rieslinge mit einer außergewöhnlich feingeschliffenen Säure hervor.
- Berg Kaisersteinfels (8,2 ha): Der westlichste und kleinste Teil des Rüdesheimer Bergs liegt in Südwestlage oberhalb der Ruine Ehrenfels. Die steilen Terrassen aus Quarz-Schiefer lagen lange Zeit brach. Sie bringen Weine von starker Mineralität und kräftiger Säure hervor.

## Erzeuger
Der Rüdesheimer Berg wurde weder von Mönchen noch von Adligen angelegt, sondern von den Bewohnern der Stadt Rüdesheim. Diese Tatsache spiegelt sich noch heute in den Besitzverhältnissen wider. Im Gegensatz zu den meisten Spitzenlagen des Rheingaus kann er deshalb als „bürgerlicher“ Weinberg bezeichnet werden. Die wichtigsten Erzeuger sind in alphabetischer Reihenfolge:
| - Weingut Fritz Allendorf, Oestrich-Winkel - Weingut Balthasar Ress, Hattenheim - Bischöfliches Weingut Rüdesheim, Rüdesheim - Weingut Georg Breuer, Rüdesheim - Weingut Dr. Corvers-Kauter, Oestrich-Winkel - Weingut Dillmann, Geisenheim - Weingut Carl Ehrhard, Rüdesheim - Weingut Friedrich Fendel, Rüdesheim - Weingut Gebrüder Grimm, Geisenheim - Weingut George, Geisenheim - Weingut Dr. Gietz, Geisenheim | - Weingut Anthony Hammond, Oestrich-Winkel - Hessische Staatsweingüter, Eltville - Weingut Johannishof J. Eser, Geisenheim - Weingut August Kesseler - Weingut Leitz, Rüdesheim - G. H. von Mumm’sches Weingut, Schloss Johannisberg - Weingut Dr. Nägler, Rüdesheim - Domänenweingut Schloss Schönborn, Hattenheim - Weingut Thilo Strieth, Rüdesheim - Weingut Geheimrat J. Wegeler, Oestrich-Winkel |
| | |

## Geschichte

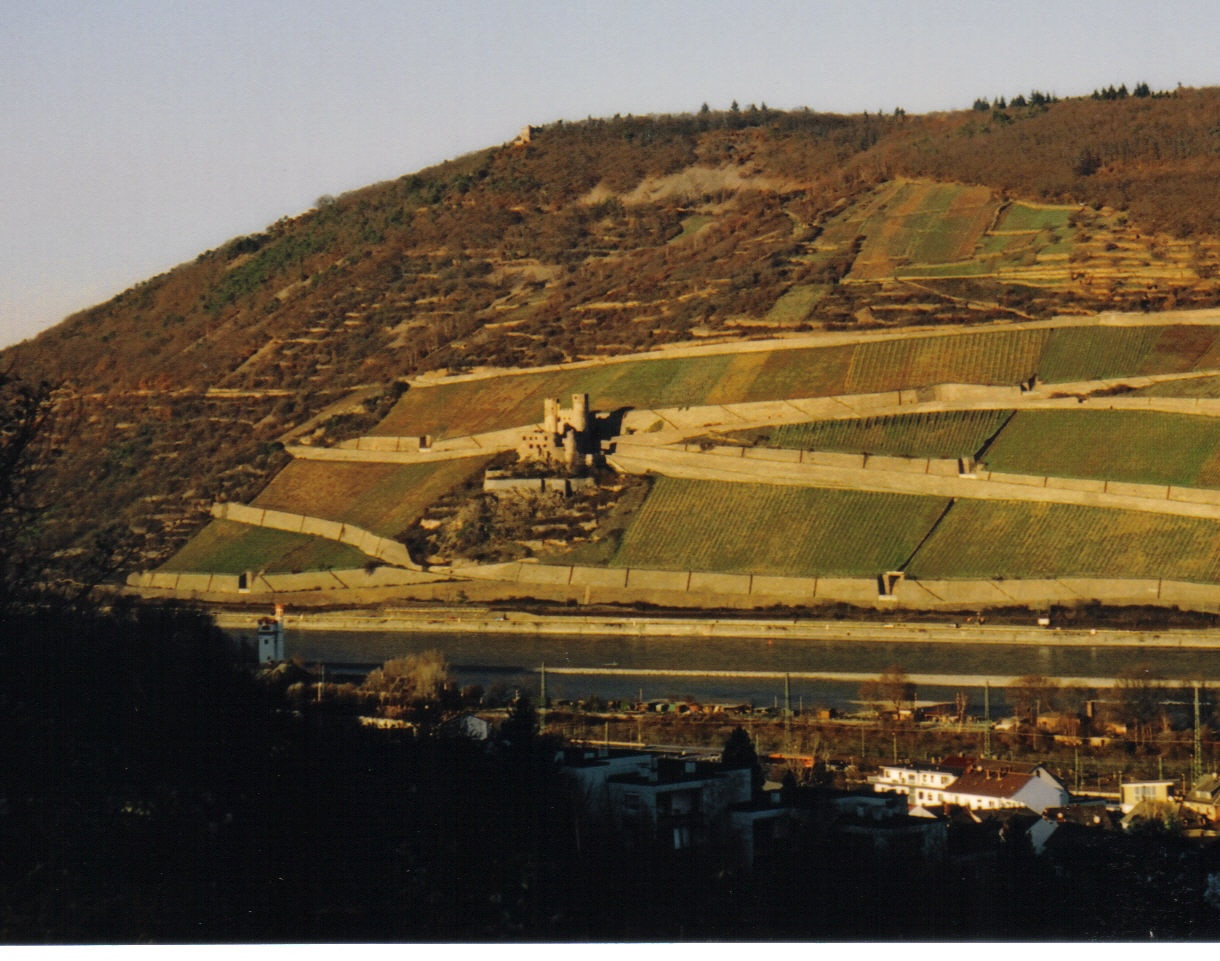
Schlossberg und Kaisersteinfels – flurbereinigte Weinberge und alte Terrassen sind gut zu erkennen.

Die ersten Reben wurden wohl im 9. Jahrhundert am Rüdesheimer Berg gesetzt. Angeblich ließ Karl der Große die Orleansrebe am Kaisersteinfels pflanzen. Im 11. Jahrhundert veranlasste der Mainzer Erzbischof Bardo (Regierungszeit 1031–1051) die Rodung des Berges Rottland. 1074 überließ Erzbischof Siegfried den Rüdesheimern den nach ihm benannten Bischofsberg zur Anlage von Weinbergen. Einer seiner Nachfolger, Erzbischof Heinrich, übertrug seine Zehntrechte aus dem Berg Rottland 1143 an das Mainzer Sankt-Viktorstift, das diese zu Anfang des 18. Jahrhunderts an die Grafen von Ingelheim verkaufte – sie wurden erst 1841 aufgehoben. Mit dem Bau der Burg Ehrenfels im Jahr 1211 gingen wohl die ersten Anpflanzungen im heutigen Berg Schlossberg einher. Um 1200 wurden schließlich auch Parzellen des Berges Roseneck zum ersten Mal erwähnt.
Bis in die Neuzeit bestanden die Weinberge aus hunderten kleinster Terrassen. Um 1700 wurden die Saumpfade durch befestigte Wege mit bergseitigen Trockenmauern ersetzt. Den Erfordernissen des modernen Weinbaus genügten diese natürlich nicht mehr, den nur mit aufwändiger Handarbeit zu bewirtschaftenden Weinbergen drohte auf Dauer die Auflassung. In den 1950er Jahren gab es daher die erste Flurbereinigung im westlichen Teil des Rottland, bei der befestigte Fahrwege angelegt wurden. Zwischen 1970 und 1985 erfolgte dann die große Flurbereinigung, bei der die kleinen Parzellen durch große Terrassen ersetzt wurden. Die Lagenneuordnung durch das 1971 verabschiedete neue Weingesetz fasste die zahlreichen historischen Einzellagen zu den heutigen vier zusammen.